# 胡鬚子釘毛蚜
胡鬚子釘毛蚜（学名：Capitophorus elaeagni）为常蚜科釘毛蚜屬下的一个种。